# 웅포면
웅포면(熊浦面)은 대한민국의 전북특별자치도 익산시에 설치된 면이다.

## 개요
웅포면은 농업을 전업으로 하는 지역으로 금강을 경계로 충청남도과 도계를 이루고 있으며 백제고분과 숭림사 등 다수의 문화재가 산재해 있다. 금강하구, 금강호, 웅포대교를 연계한 관광유원지로 수상레포츠의 적지이며 함라산을 병풍으로한 수려한 자연지역으로 시민정서 함양에 적지이다.

## 법정리
- 고창리(古倉里)
- 대붕암리(大鵬巖里)
- 맹산리(孟山里)
- 송천리(松川里)
- 웅포리(熊浦里): 행정복지센터 소재지
- 입점리(笠店里)
- 제성리(帝城里)

## 교육
- 웅포초등학교
- 웅포중학교